# ブレインスポッティング
ブレインスポッティング（Brainspotting）は、目の動きを通じて心理的トラウマやその他の問題を処理する心理療法のテクニック。  
セラピストは、脳に信号を送るために、指示棒を使用してクライアントの視線を誘導する。ブレインスポッティングは厳密に解明されておらず、疑似科学や異端の医学として特徴づけられることがある。

## 技術
グランド（David Grand）は、ブレインスポッティングの原則は「どこを見るかが、気分に影響を与える」ことだと述べている。視線を特定の場所に集中させることで、トラウマ的な記憶が保存されている脳に焦点が維持され、記憶の処理が促進されるという仮説を立てた。グランドは、視野に影響を与えることは、神経学的および心理学的プロセスに影響を与えると考えている。現時点では、仮説を裏付ける根拠は存在しないが、グランドは、中脳が関与していると考えている。他の研究者は、その概念は記憶の機能を正確に反映していないと主張している。 
ブレインスポッティングセッションでは、提示された問題に焦点を当て、苦痛の感情を評価し、身体感覚に焦点を当て、誘導された視線に従い、集中したマインドフルネスを実践する。ブレインスポッティングには、バリエーションがあり、音声録音による両側刺激「バイオラテラル」、片目の視界を遮るゴーグルの着用、クライアントがセラピストに視線を向ける方法を決められるなどがある。